# گکویان دم‌پخ
گکویان دم‌پخ یا گِرداَنگُشتان (نام علمی: Sphaerodactylidae) نام یک خانواده از فروراسته گکووارگان است.